# TM-35
La TM-35 è una mina anticarro sovietica di forma rettangolare utilizzata durante la Seconda Guerra Mondiale.
La mina ha un involucro metallico, che è rettangolare con una maniglia su un lato e una grande piastra a pressione sollevata al centro. Una pressione sufficiente sulla piastra preme verso il basso su una estremità di una leva, che rimuove il perno di sicurezza, innescando la mina.
Le carica principale consisteva di 200 grammi di TNT.